# Puri (Pati)
Puri is een bestuurslaag in het regentschap Pati van de provincie Midden-Java, Indonesië. Puri telt 6209 inwoners (volkstelling 2010).